# Luntstake

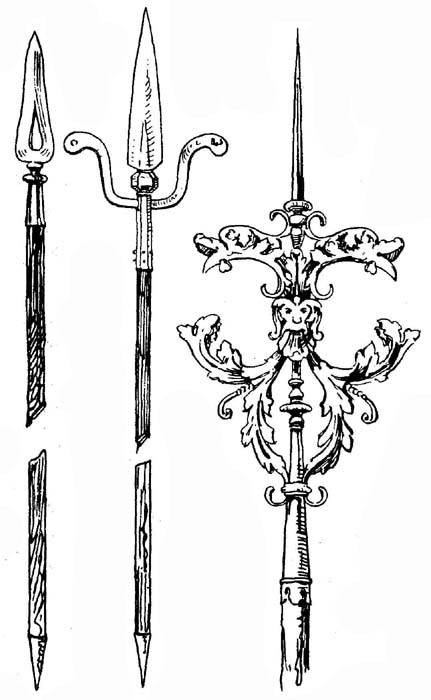
Luntstock som stångvapen, Luntenspieß

Luntstake var en stång som användes för att avfyra mynningsladdade kanoner. Med luntstaken fördes en brinnande lunta till fänghålet, där det antände fängkrutet vilket i sin tur antände drivladdningen av svartkrut, vars expanderande krutgaser sköt i väg projektilen. 
Luntstakar kunde vara av två typer, dels en enkel stång (Ty: Luntenstock), dels en längre stång med järnspets och två krökta armar där luntan var omvirad (Ty: Luntenspieß). Den sistnämnda hade också karaktär av stångvapen och befälstecken. 